# Interval (matematika)
Intervál je v matematiki množica realnih števil, ki ležijo med dvema danima realnima številoma (na realni premici). Ti dve števili imenujemo krajišči. Krajišči sta lahko vključeni v interval ali pa tudi ne.
Intervale delimo na tri vrste (te tri vrste imenujemo tudi pravi intervali):
- Zaprti interval vsebuje tudi obe krajišči. Označimo ga z oglatim oklepajem: [a,b].

{\displaystyle [a,b]=\{x;~a\leqslant x\leqslant b\}}
- Odprti interval ne vsebuje krajišč. Označimo ga z okroglim oklepajem: (a,b) ali redkeje tudi z navzven obrnjenim oglatim oklepajem: ]a,b[.

{\displaystyle (a,b)=\{x;~a<x<b\}}
- Polodprti interval vsebuje samo eno od krajišč. Krajišče, ki ga ne vsebuje, označimo z okroglim oklepajem (redkeje: z navzven obrnjenim oglatim oklepajem)

{\displaystyle (a,b]=\{x;~a<x\leqslant b\}}
{\displaystyle [a,b)=\{x;~a\leqslant x<b\}}
Pri zapisu velja pravilo, da mora biti levo krajišče vedno manjše, desno pa večje. Svarilni zgled: (3,1) ni interval, pač pa prazna množica, saj za noben x ne velja 3 < x < 1.
Poleg pravih intervalov v matematiki pogosto srečamo tudi neskončne intervale. Za razliko od pravih so ti intervali omejeni samo na eni strani, drugo krajišče pa je premaknjeno v neskončnost (v pozitivni ali v negativni smeri).
Vrste neskončnih intervalov:
- {\displaystyle (-\infty ,a)=\{x;~x<a\}}
- {\displaystyle (-\infty ,a]=\{x;~x\leqslant a\}}
- {\displaystyle (a,\infty )=\{x;~a<x\}}
- {\displaystyle [a,\infty )=\{x;~a\leqslant x\}}
- {\displaystyle (-\infty ,\infty )=\mathbb {R} }

Neskončno krajišče praviloma ne more biti vključeno v interval, zato ne more imeti oglatega oklepaja. Izjema so nekatere matematične teorije, ki preučujejo razširjena realna števila in dopuščajo tudi neskončno vrednost.